# Isola delle Bisce
Isola delle Bisce (Otok zmija) je otok na sjeveroistočnoj obali Sardinije, u Galluri, dijelu otočja Maddalena i smješten južno od Caprere. Otprilike je ovalnog oblika. Otok je granitna formacija koja se proteže preko ukupne površine od približno 0,32 km² i ima najveću nadmorsku visinu od 22 metra.

## Okoliš i turizam
Sasvim drugačiji od ostalih otoka Gallura zbog svojih strmih litica, također je dio, kao i cijelo otočje, Nacionalnog parka otočja Maddalena i međunarodnog parka Prolaza Bonifacio. Na otoku se gnijezde brojne morske ptice, a plaža Cala delle Bisce je turističko odredište.

## Vanjske poveznice
|  | Zajednički poslužitelj ima još gradiva o temi Isola delle Bisce |

- Službena web stranica Nacionalnog parka Otočja La Maddalena